# Nachspeisung
Die Nachspeisung wird in Heizungsanlagen genutzt, um den normalen Wasserverlust in den Rohrsystemen automatisch auszugleichen. Unterschreitet der Druck im Rohrleitungssystem einen voreingestellten Wert, wird durch die Nachspeisung in das Rohrleitungssystem zusätzliches Wasser gepumpt. Damit bleibt der Druck im System erhalten. Die Nachspeisung arbeitet in der Regel autark und wird häufig in Kombination mit einer Druckhaltung verbaut.